# سفيان هدي
سفيان هدي (بالإنجليزية: Soufiane Haddi)‏ مواليد 2 فبراير 1991 في خنيفرة، المغرب، هو دراج مغربي في صنف سباق الدراجات على الطريق. شارك في دورة الألعاب الأولمبية الصيفية.

## روابط خارجية
- سفيان هدي على موقع الاتحاد الدولي للدراجات (الإنجليزية)
- سفيان هدي على موقع أرشيف الدراجات (الإنجليزية)
- سفيان هدي على موقع إحصائيات الدراجات الإحترافية (الإنجليزية)
- سفيان هدي على موقع نسبة الدراجات (الإنجليزية)
- سفيان هدي على موقع أوليمبيديا (الإنجليزية)